# Synaleurodicus hakeae
Synaleurodicus hakeae es un hemíptero de la familia Aleyrodidae, con una subfamilia: Aleyrodinae.
Fue descrita científicamente por primera vez por Solomon en 1935.